# 放送用語
放送用語（ほうそうようご）には、以下の意味がある。
1. ラジオ・テレビなどの放送においてアナウンサーなどが用いることば。
2. 放送業界において用いられる専門用語。あるいは、業界用語。

本記事では、1について解説する。なお、放送用語は各放送局において検討されてきたものだが、その資料が残されているのは日本放送協会であるため、それらを中心に論ずる。

## 概要
日本語の標準語は、書きことばの面では大正時代にはほぼ完成していたとされるが、一方で話しことばについては基準となるものが無かった。1925年にラジオ放送が始まり全国中継放送が増えると、ことばの音声的表現方法についての問題が社会的に指摘され、また、部内からも「拠り所が欲しい」という要望が強くなり、各放送局で議論となった。1934年に社団法人日本放送協会は「放送用語並発音改善調査委員会」を設置し、放送に用いる日本語を整備するための指針策定と具体的な決定を行うようになる。以降、現在の「放送用語委員会」に至るまで、伝統的日本語を加味しつつ科学的言語調査による現状把握によって、放送のことばとしてふさわしい音声的表現方法を模索しつづけている。また「アナウンサーのことば」は一般に「模範的な日本語」と評価されることが多く、現代の日本語共通語の形成にも大きな働きを持っているとされる。

## 放送用語黎明期
日本のラジオ放送は1925年3月に始まり、同年7月に本放送が開始された。このころのアナウンサーは各地の放送局でそれぞれ募集し、特に決まった教育はされていなかった。また、ニュースにおいては新聞社・通信社から提供された原稿を読み上げており、新聞原稿をアナウンサーが適時話しことばに直して放送していた。
このように初期のニュースでは、新聞原稿の文尾を口語に直すのみで、ほぼそのまま読んでいたと考えられる。まもなく放送で用いることばの発音について厳しい意見が寄せられるようになる。
1928年に全国放送が始まると放送用語の標準化の必要性が高まり、識者からも日本語の標準的発音の普及と、放送局への期待が寄せられるようになる。
こうした状況で、各放送局も試行錯誤を始めた。日本放送協会は1929年に『アナウンサー参考難解地名人名字彙』『西洋音楽語彙』を作成した。そのはしがきには以下のように記されている。

## 放送用語基準の策定
1934年1月に日本放送協会は「放送用語並発音改善調査委員会」（以下、本記事においては同委員会と略す）を発足させた。委員を務めたのは明治期に言文一致運動を推進した『言語学雑誌』の主要メンバーが中心となっている。同委員会は同年3月に『放送用語の調査に関する一般方針』を成立させた。
指針の最後にあるように、放送用語は「固定不変なものではなく、絶えず変容していくもの」とされている。同委員会は1940年に活動を終了するまで120回の会議を開き2000語以上の発音やアクセントを審議決定し、種々の資料を刊行した。1939年の記録によれば、審議・決定された「言語上の問題」は、アクセントに関する問題が1311件、漢語の字音に関する問題が504件、外来語の語形に関する問題が229件であった。その後も1940年から1945年までは「ニュース用語調査委員会」、1946年から1951年までは「用語研究会」、1951年からは「放送用語委員会」と名称を変更して現在に至っているが、おおよそこの方針に従って日本語に関する調査研究を行い、適時放送用語の基準を改めてきたとされる。
こうした基準が策定された一方で、アナウンス方法の統一した研修を目的として1934年1月に東京でアナウンサーの一括採用を行った。同時期の資料によればアナウンサーたちは研修の充実を要望する一方で、特に地方において一律に指導することへの抵抗があったことも窺える。

### BBCの影響
ラジオ放送の普及と共に共通した口語の必要性が認識される例は海外にもみられる。イギリスではロンドンを中心とする地方と北部スコットランド地方、あるいはアイルランド自由国のことばが相当違っており、BBCでは『放送英語』『英国地名辞典』などの資料が作成されている。同委員会は、このBBCの事例を参考にしていたと考えられるが、具体的な影響については明らかになっていない。

### 方言の扱い
放送用語が確立されるにあたって方言をどのように扱うかは重要な検討事項であった。前述の一般方針の草案では、全国中継で用いる「全国中継アナウンス用語」と、地方放送で用いる「方面アナウンス用語」を分ける二重言語方式が提案されていた。しかし、標準語による日本語統一の必要性が強く叫ばれたことなどから変更を迫られた。一方で方言撲滅に対し反対する意見もだされ、決定稿においては「共通用語と方言との調和をはかる」という文言に置き換わっている。これにより「標準語の普及は必要だが方言を撲滅させる必要はなく、各自の母語・母方言と個別なものとして扱う」という標準語・方言併用の方針が明らかになったとされる。
こうした方針を元に、発音・アクセントについては標準語の音韻体系に則り、語彙・人名・地名などは地域の事象に関する場合は共通用語として能動的に取り込んでいる。具体的な例として地名の読み方に関して、「神戸」については「コーベ」「カンベ」「カンド」などの読みは統一することなく原則的に地元での読み方を優先するが、「岡山」については地元での読みである「オキャヤマ」は用いず「オカヤマ」に統一された。

### 漢語の読み
放送が開始されると、アナウンサーのことばの「誤り」について様々な意見が寄せられるが、多くが漢語・漢字語の読みについてであった。これらの状況は、当時においては漢語の読みに相当の「ゆれ」があった事が原因と考えられる。一例としては、「暗中模索」について同委員会が作成した資料や同時期の和英大辞典は「アンチューモサク」としているが、同時期の広辞苑には「アンチューボサク（正しくはアンチューバクサク）」と記されている。このような読みのゆれは366項目に及ぶとされるが、同委員会は多くの資料を吟味して慎重に審議しつつ、その決定は伝統的な読みよりも全体的な規則性を重視した新しい読みに統一しようとする傾向がみられる。また、その決定は現在に継承されているものも多い。

## 現代の日本語と社会との関わり
放送用語と現代日本語、あるいは社会との関わりで中心となるのは、広い意味での語彙・語法である。一般的に放送用語では新形を認めることに抵抗が強く、いわゆる日本語の乱れについては保守的である。例えば「気のおけない人」など意味が変わりつつある慣用句は本来の意味で用いるとしている。また「早急」は、伝統的な「サッキュー」に変わって世間一般には「ソーキュー」と呼ばれることが多くなってきたが、これについては「取り急ぎ」や「すぐに」への言い換えを推奨している。
一方では社会の変容により放送用語が変わった例もある。例えば、犯罪報道において被疑者は逮捕された時点で呼び捨てにされていたが、社会的な人権意識の高まりから1984年からは「〇〇容疑者」と呼びならわす事とされ、新しい語法が生まれた（呼び捨て報道訴訟）。他には、戦時中の外来語の言い換えや戦後の皇室敬語の変化、あるいは「中共」から「中国」への読み替えや韓国の地名・人名を現地読みに変更した例などがある。
逆に放送用語が社会に影響を与えることもあった。例えば商品名の言い換えで用いられた「化学調味料」は、商品のマイナスイメージを広げる一因となった。
こうした社会的な日本語の変化は、1963年から継続してアンケート調査などを続けており、現代の言語の実態や意識を探ることで、放送用語の判断基準として用いられている。

## 公表されている資料
放送用語の資料については内部資料に留まるものが多いが、一部をまとめたものが出版されている。
- 『NHK新用字用語辞典』NHK出版、2004年。ISBN 4-14-011200-X。
- 『NHKことばのハンドブック』NHK出版、2005年。ISBN 4-14-011218-2。
- 『NHK日本語発音アクセント新辞典』NHK出版、2016年。ISBN 978-4-14-011345-5。

また、細かい基準の変更などは月刊誌『NHK放送研究と調査』に掲載され、一部はNHK放送文化研究所のHPにて公表されている。